# Décote
 (mars 2008).
Si vous disposez d'ouvrages ou d'articles de référence ou si vous connaissez des sites web de qualité traitant du thème abordé ici, merci de compléter l'article en donnant les références utiles à sa vérifiabilité et en les liant à la section « Notes et références ».
En bourse, la décote est un abaissement de la valeur de marché d'une société par rapport à ses filiales. La décote est mesurable pour un groupe en comparant la somme des capitalisations des filiales cotées par rapport à la capitalisation de la maison mère en tenant compte du pourcentage des filiales détenus.
On parle aussi de décote lorsque la capitalisation boursière est inférieure à l'actif net réévalué.